# Sangiaccato di Elbasan
Il sangiaccato di Elbasan (in turco İlbasan Sancağı) era uno dei sangiaccati dell'Impero ottomano. Il suo capoluogo era Elbasan, nell'attuale Albania.

## Amministrazione
Halil Inalcik spiega che il sangiaccato di Elbasan è stato istituito non appena sia stata costruita la fortezza di Elbasan, ma sulla base dei documenti di Tursun Beg sussiste la possibilità che Elbasan facesse inizialmente parte del sangiaccato di Ocrida.
Il sangiaccato di Elbasan aveva tre kaza (distretti):
- Elbasan
- Gramsh
- Peqin

Esso divenne parte del Vilayet di Monastir quando quest'ultimo fu creato nel XIX secolo dopo un periodo di riforme nell'Impero.
Marino Bizzi, arcivescovo di Antivari, dichiarò nel suo resoconto che il 17 maggio 1591 il nome del sanjak-bey di Elbasan era Mehmet Bey.
Durante il regno di Köprülü Fazıl Mustafa Pascià (1637 - 19 agosto 1691) uno dei sanjak-bey di Elbasan era Hasan Pasha. Nel 1714 il sanja-bey del Sanjak di Elbasan era Zejnil-beg. All'inizio del XX secolo il sanjak-bey di Elbasan era Necib Efendi, che fu trasferito in un'altra posizione nel febbraio 1904.

## Storia

### Scioglimento

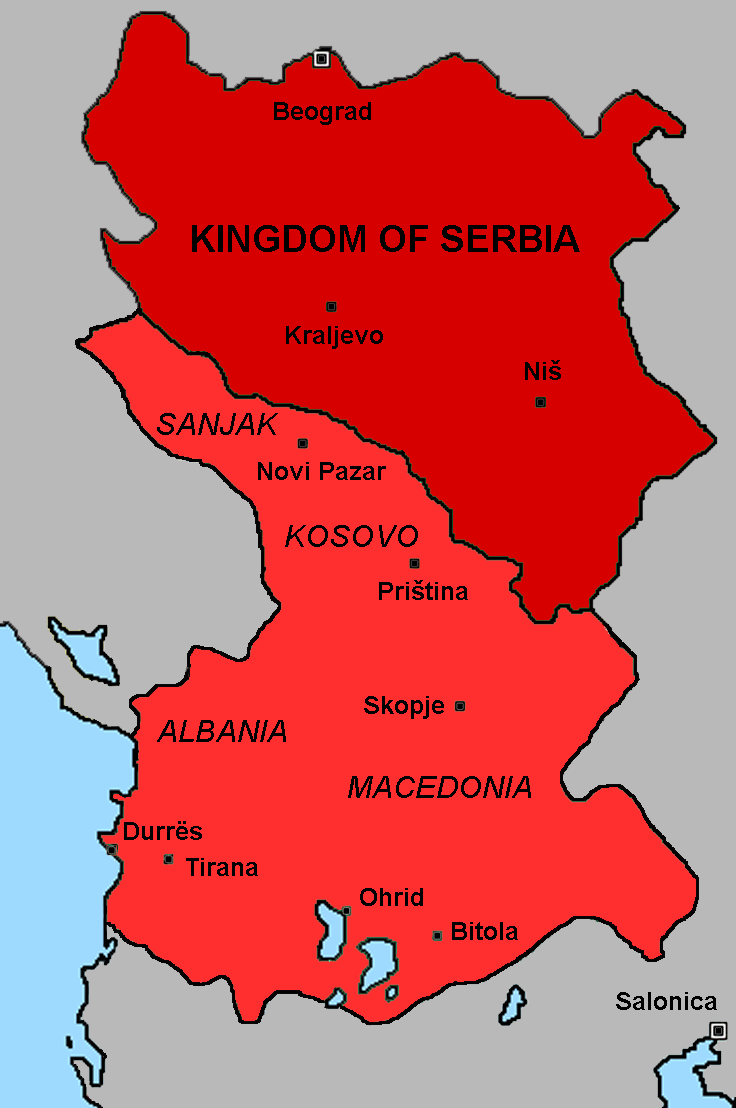
Espansione territoriale del Regno di Serbia nel 1913.

Durante la prima guerra balcanica alla fine del 1912 il sangiaccato di Elbasan, insieme a gran parte del territorio dell'Albania, fu occupato e de facto annesso al Regno di Serbia. Il sangiaccato fu incluso il 29 novembre nel sistema amministrativo serbo chiamato "srez" (in serbo Срез Елбасан?) all'interno della contea di Drač (in serbo Драчки округ?); fu uno dei quattro srez (gli altri erano Drač, Lješ, Tirana). Nel 1914 Elbasan entrò a far parte del neocostituito Principato d'Albania, istituito sulla base del trattato di pace firmato durante la Conferenza di Londra del 1912-1913.

## Demografia

### XV secolo
Nel 1467 molti cristiani di Skopje, Ohrid, Serres e Kastoria furono deportati con la forza a Elbasan.

### XVI secolo
All'inizio del XVI secolo il sangiaccato di Elbasan aveva la più alta densità di popolazione di tutti i sangiaccati ottomani nei Balcani, con 5,65 abitanti per chilometro quadrato. Tra il 1520 e il 1535 fino al 94,5% della popolazione del sangiaccato era cristiana.

### XVII secolo
Evliya Çelebi, un viaggiatore ottomano, registrò nel 1670 che Elbasan aveva 18 quartieri con popolazione musulmana e 10 quartieri popolati da una popolazione ortodossa e cattolica romana. Affermò anche che serbi, bulgari e voynuk (mercenari cristiani ottomani) non potevano prendere residenza a Elbasan, altrimenti sarebbero stati immediatamente uccisi secondo l'antica consuetudine. La lingua albanese era parlata da tutti i residenti, la maggior parte dei quali aveva anche una conoscenza avanzata del turco. I mercanti sapevano anche parlare greco e italiano.

### XIX secolo
Secondo il console russo nel Vilayet di Monastir, A. Rostkovski, terminando la voce statistica nel 1897, la popolazione totale del sangiaccato era di 56.105. I musulmani albanesi erano 51.786, i cristiani albanesi erano 3.319 e i valacchi (aromuni) erano 1.000.

### XX secolo
All'inizio del XX secolo si stimava che ad Elbasan, allora sede di un vescovo greco, abitassero 15.000 persone. Nella regione tra Elbasan e Berat c'erano numerosi villaggi la cui popolazione si dichiarava pubblicamente musulmana, ma praticava privatamente il cristianesimo.
Gli albanesi che vivevano a Elbasan erano Toschi e per ciò il sangiaccato di Elbasan era visto come parte del Toskalik, "terra dei Toschi", insieme ai sangiaccati di Ergiri, Preveze, Berat, Yanya, Gorice e Monastir. I Toschi non avevano una società tribale come quella dei Gheghi.